# Forenzní entomologie

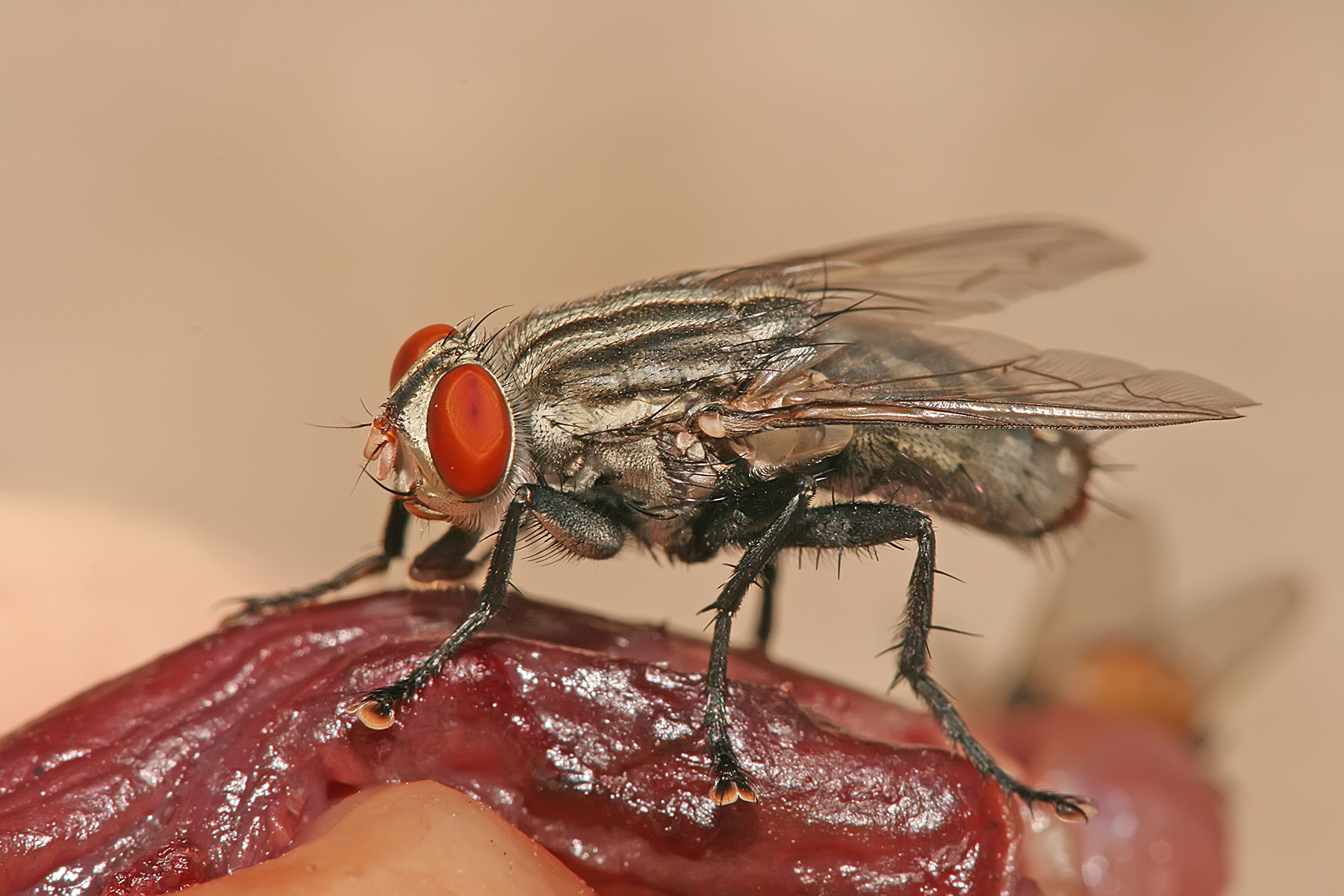
moucha klade vajíčka do kusu masa

Forenzní entomologie je jednou z věd využívaných v kriminalistice. Na základě poznatků o hmyzu a jiných členovcích a jejich vývojových stádiích pomáhá určit dobu uplynulou od smrti či konkrétní zranění, nebo stanovit, zda bylo s tělem manipulováno z původního místa činu. Toxikologickou analýzou hmyzu lze také odhalit přítomnost jedů či drog v těle mrtvého, jehož měkkou tkáň již není možné použít.

## Prostředí
Hmyz, který se podílí na procesu rozkladu mrtvého těla (dekompozice), se souhrnně nazývá nekrobiontní (z řeckého nekros – mrtvola a bios – život). Nekrobionté kolonizují kadáver z různých důvodů – např. jako zdroj potravy, úkryt či jako místo pro rozmnožování. Rychlost kolonizace mrtvoly hmyzem závisí na prostředí, ve kterém se nachází, např. ve volné přírodě dochází k rozkladu těla rychleji, než je-li uloženo v hrobě. Důležitým faktorem je však i podnebí v místě nálezu, v podmínkách mírného pásu je jím především během roku proměnlivá teplota, se kterou souvisí jednak rychlost rozkladu těla, jednak výskyt určitých druhů hmyzu (v zimě např. mouchy z čeledi lanýžovkovitých či sýrohlodkovitých).

## Dekompozice
Nejčastěji se používá níže popsané rozlišení fází rozkladu dle Reeda (1958).
Čtyři základní fáze se nazývají čerstvá mrtvola (fresh), nadýmání (bloated), hnití (decay) a vysychání (dry).
1. Čerstvá mrtvola (fresh)
2. Nadýmání (bloated)
3. Hnití (decay)
4. Vysychání (dry)

Čerstvá mrtvola (fresh)
Po smrti v těle probíhá autolýza, kterou způsobují trávicí enzymy, ty postupně rozkládají všechny tkáně. Tomuto procesu čelí nejdříve orgány, které obsahují buď mnoho těchto enzymů (játra), nebo velké množství vody (mozek). Vnitřní teplota těla se snižuje a kadáver kolonizuje první hmyz. Nejtypičtější jsou bzučivky a masařky, ty nakladou vajíčka do přirozených otvorů těla, jako jsou místa kolem očí, nosní dírky a ústa, či otevřené rány. Tato fáze končí lehkým nadýmáním těla.
Nadýmání (bloated)
Druhá fáze je charakteristická bakteriální aktivitou, která je příčinou nadmutí v břišní krajině a dále po celém těle. Bakterie produkují plyny, a tak vzniká hnilobný zápach. Hmyz tento pach potu, krve a masa přitahuje. Přiláká zejména druhy, jako jsou hrobaříci, sýrohlodky a hrbilky. Mrtvola bledne a vnitřní teplota těla se zvyšuje. V této fázi dochází k velkému a rychlému úbytku hmotnosti.
Hnití (decay)
Hnití nastává, když se tělo přestane nadýmat, dochází k vypuštění plynů a splasknutí těla. Tělo uvolňuje další látky, například amoniak. Rozdíl v teplotách vnějšího a vnitřního prostředí dosahuje nejvyšších hodnot. Fáze hnití můžeme rozdělit na dvě etapy (Anderson, VanLaerhoven, Ortloff).
- Aktivní hnití (active) – u těla je zřejmý nižší hnilobný zápach, je patrné působení slunečního záření (mumifikace) nebo větru (rychlejší rozklad kostních tkání). Vnitřní teplota těla dosahuje maxima, tělo ztrácí nejvíce na hmotnosti.
- Pokročilé hnití (advance) – v této fázi je mrtvola dehydratovaná, kůže se pomalu začíná oddělovat od orgánů a nastává pokles vnitřní teploty těla. Hmotnost ubývá pomaleji než v předešlé fázi.

V případě nálezu ve vodě přibývá ještě jedna fáze, kdy na tělo působí látky obsažené ve vodě, nebo vodní živočichové či mušky.
Vysychání (dry)
V poslední fázi na těle zbývají kosti, chrupavka a kůže. Zápach těla je již minimální, takže neláká již téměř žádný hmyz. Avšak i tyto nestravitelné části jsou některé druhy brouků schopny konzumovat, především kožojedovití. Tuto fázi někdy autoři označují jako ostatky (remains). V přírodních podmínkách České republiky, uskuteční-li se pohřeb těla do půdy, je celý proces dekompozice dokončen zhruba za 10 let, kdy zůstávají již jen kosti a vlasy.

## Vývoj hmyzu
Při nálezu se na těle nachází hmyz v nejrůznějších vývojových fázích. Nejčastěji jde o larvy, ovšem larvy řady druhů za účelem dokončení svého vývoje opouští kadáver. Jednotlivé fáze vývoje (tzv. instary) se od sebe liší, jejich délku dokáží forenzní entomologové poměrně přesně rozeznat. Ke správnému určení vývojové fáze je třeba znát druh hmyzu, protože ve stádiu larvy jsou si všechny druhy velmi podobné. V ideálním případě se na místě část materiálu usmrtí, zbylou část entomolog odebere a dál zkoumá vývoj v laboratoři.

## Druhy hmyzu
Dvoukřídlí (Diptera)
- bzučivkovití (Calliphoridae)
- masařkovití (Sarcophagidae)
- hrbilkovití (Phoridae)
- mouchovití (Muscidae)
- sýrohlodkovití (Piophilidae)
- octomilkovití (Drosophilidae)
- koutulovití (Psychodidae)
- mrvnatkovití (Sphaeroceridae)
- lanýžkovití (Heleomyzidae)
- kmitalkovití (Sepsidae) a řada dalších

Brouci (Coleoptera)
- mrchožroutovití (Silphidae)
- mršníkovití (Histeridae)
- drabčíkovití (Staphylinidae)
- pestrokrovečníkovití (Cleridae)
- kožojedovití (Dermestidae)
- lesknáčkovití (Nitidulidae)
- vodomilovití (Hydrophilidae)
- chrobákovití (Geotrupidae)
- potemníkovití (Tenebrionidae)
- střevlíkovití (Carabidae)
- vrubounovití (Scarabaeidae) a další